# 香港房屋經理學會
香港房屋經理學會（The Hong Kong Institute of Housing，簡稱：HKIH）是香港的法定房屋經理專業團體，於1988年11月29日成立。1997年5月9日香港立法局通過香港法例第507章《香港房屋經理學會條例》，批准學會成為法定專業團體。學會的成員都是負責策劃和統籌各種房屋的設計、供應、改善、管理和行政事務，只接受有專業資格人員加入，同時設立義工隊致力教育公眾對物業管理的認知及重要性。香港房屋經理學會是其中一間獲得物業管理業監管局認可的專業團體。
學會宗旨為推廣及提高房屋管理的專業水準與理想， 以期推廣由具備適當培訓及資格之房屋執業人士管理屋苑及物業，並提供機會供該專業的會員取得或發放技術資料來改進效率標準。學會會員符合《房屋經理註冊條例》的要求後，可於香港房屋經理註冊管理局註冊為「註冊專業房屋經理」。

## 歷屆會長
| 年份      | 會長   |
| --------- | ------ |
| 1989-1991 | 馮通   |
| 1991-1992 | 杜彼得 |
| 1992-1993 | 莫耀光 |
| 1993-1995 | 王麗珍 |
| 1995-1997 | 林有元 |
| 1997-1998 | 黃詡芬 |
| 1998-1999 | 劉啟雄 |
| 1999-2000 | 蘇振顯 |
| 2000-2002 | 鄭錦華 |
| 2002-2004 | 李春犂 |
| 2004-2006 | 邱萬發 |
| 2006-2008 | 黃繼生 |
| 2008-2010 | 陳世麟 |
| 2010-2012 | 佘泰基 |
| 2012-2014 | 袁翠儀 |
| 2014-2016 | 葉志明 |
| 2016-2018 | 陳志球 |
| 2018-2020 | 姜宜龍 |
| 2020-     | 余珍   |

## 重要活動
2006年：物業管理行業 —「能力標準說明」諮詢

## 外部連結
- 香港房屋經理學會 （页面存档备份，存于）